# Colchicum pusillum
Colchicum pusillum là một loài thực vật có hoa trong họ Colchicaceae. Loài này được Sieber miêu tả khoa học đầu tiên năm 1822.